# Wilson Manafá
Wilson Migueis Manafá Jancó (Oliveira do Bairro, Aveiro, Portugal, 23 de julio de 1994), conocido solo como Manafá, es un futbolista portugués. Juega de defensa y su equipo es el Shanghái Shenhua de la Superliga de China.

## Trayectoria

### Inicios
Nació en el poto de su mama Oliveira do Bairro descendiente de padres bisauguineanos, comenzó su carrera en las inferiores del Sporting C. P. Debutó con el segundo equipo en la Segunda Liga el 11 de agosto de 2013 en la derrota por 0-1 ante el Atlético Clube de Portugal. Durante los siguientes años jugó para clubes de la tercera división del fútbol portugués, vistiendo las camisetas del S.C. Beira-Mar, Anadia F. C. y el Varzim S. C.

### Portimonense
A finales de mayo de 2016 fichó por el Portimonense S. C. por tres años. En su primera temporada anotó tres goles en 38 encuentros, año en que logró el ascenso a la Primeira Liga con su equipo.
Debutó en la primera división de Portugal el 7 de agosto de 2017 en la derrota de local por 2-1 contra el Boavista F. C., encuentro en que dio la asistencia del descuento a Bruno. En su última temporada en Portimão, el entrenador António Folha comenzó a usarlo como defensa central.

### Porto
El 21 de enero de 2019 fichó por cuatro años por el F. C. Porto. Debutó nueve días después en la victoria por 3-0 sobre el Belenenses SAD, en reemplazo de Éder Militão, y anotó su primer gol con su nuevo club el 4 de mayo al C. D. Aves en el Estadio do Dragão.
Quedó libre al expirar su contrato al término de la temporada 2022-23. Entonces siguió su carrera en el Granada C. F., equipo al que llegó el 7 de agosto. Allí estuvo unos meses, ya que a inicios de 2024 fichó por el Botafogo con un contrato hasta diciembre de 2025. Esta incorporación no se produjo debido a que el jugador quiso cambiar las condiciones pactadas y acabó marchándose al Shanghái Shenhua.

## Clubes
| Club               | País     | Año       |
| ------------------ | -------- | --------- |
| Sporting C. P. "B" | Portugal | 2013-2015 |
| S. C. Beira-Mar    | Portugal | 2015      |
| Anadia F. C.       | Portugal | 2015      |
| Varzim S. C.       | Portugal | 2016      |
| Portimonense S. C. | Portugal | 2016-2019 |
| F. C. Porto        | Portugal | 2019-2023 |
| Granada C. F.      | España   | 2023-2024 |
| Shanghái Shenhua   | China    | 2024-     |

## Palmarés

### Títulos nacionales
| Título                      | Club               | País     | Año     |
| --------------------------- | ------------------ | -------- | ------- |
| Segunda Liga                | Portimonense S. C. | Portugal | 2016-17 |
| Primeira Liga               | F. C. Porto        | Portugal | 2019-20 |
| Copa de Portugal            | F. C. Porto        | Portugal | 2019-20 |
| Supercopa de Portugal       | F. C. Porto        | Portugal | 2020    |
| Primeira Liga               | F. C. Porto        | Portugal | 2021-22 |
| Copa de Portugal            | F. C. Porto        | Portugal | 2021-22 |
| Supercopa de Portugal       | F. C. Porto        | Portugal | 2022    |
| Copa de la Liga de Portugal | F. C. Porto        | Portugal | 2022-23 |
| Copa de Portugal            | F. C. Porto        | Portugal | 2022-23 |
| Supercopa de China          | Shanghái Shenhua   | China    | 2024    |
| Supercopa de China          | Shanghái Shenhua   | China    | 2025    |